# Třída Apollo (1890)
Třída Apollo byla třída chráněných křižníků druhé třídy britského královského námořnictva. Celkem bylo postaveno 21 jednotek této třídy. Ve službě byly od roku 1891. Během služby jich část byla upravena na minonosky. Jeden získala Kanada. Účastnily se první světové války.

## Stavba
Jednalo se o zvětšenou verzi třídy Medea. Deset křižníků bylo upraveno pro službu v tropech, což jejich výtlak zvětšilo o 200 tun a rychlost snížilo o 0,25 uzlu. Celkem bylo v letech 1889–1894 postaveno 21 jednotek této třídy.
Jednotky třídy Apollo:
| Jméno         | Loděnice                    | Založení kýlu | Spuštěna           | Vstup do služby | Poznámka |
| ------------- | --------------------------- | ------------- | ------------------ | --------------- | --- |
| Aeolus        | Devonport Dockyard          | 1890          | 13. listopadu 1891 | 6. ledna 1894   | Prodán do šrotu 1914.                                                                                                  |
| Andromache    | Chatham Dockyard            | duben 1889    | 14. srpna 1890     | 1892            | Upraven na minonosku. Prodán do šrotu 1920.                                                                            |
| Apollo        | Chatham Dockyard            | duben 1889    | 10. února 1891     | 1892            | Upraven na minonosku. Prodán do šrotu 1920.                                                                            |
| Brilliant     | Sheerness Dockyard          | 1890          | 24. června 1891    | 1893            | Za války depotní loď. Dne 23. dubna 1918 potopen jako blokádní loď při nájezdu na Ostende.                             |
| Indefatigable | London & Glasgow            | 1890          | 12. března 1891    | 1892            | Roku 1910 přejmenován na Melpomene. Prodán do šrotu 1913.                                                              |
| Intrepid      | London & Glasgow            | 1890          | 20. června 1891    | 1894            | Upraven na minonosku. Od roku 1916 depotní loď. Dne 23. dubna 1918 potopen jako blokádní loď při nájezdu na Zeebrugge. |
| Iphigenia     | London & Glasgow            | 1890          | 19. listopadu 1891 | 1892            | Upraven na minonosku. Od roku 1916 depotní loď. Dne 23. dubna 1918 potopen jako blokádní loď při nájezdu na Zeebrugge. |
| Latona        | Vickers, Barrow-in-Furness  | 1889          | 22. května 1890    | 1893            | Upraven na minonosku. Prodán do šrotu 1920.                                                                            |
| Melampus      | Vickers, Barrow-in-Furness  | 1889          | 2. srpna 1890      | prosinec 1891   | Prodán do šrotu 1910.                                                                                                  |
| Naiad         | Vickers, Barrow-in-Furness  | 1889          | 29. listopadu 1890 | 1893            | Upraven na minonosku. Prodán do šrotu 1922.                                                                            |
| Pique         | Palmers, Jarrow             | 1889          | 13. prosince 1890  | březen 1893     | Prodán do šrotu 1911.                                                                                                  |
| Rainbow       | Palmers, Jarrow             | 1890          | 25. března 1891    | 1892            | Roku 1910 převeden ke kanadskému námořnictvu. Prodán do šrotu 1920.                                                    |
| Retribution   | Palmers, Jarrow             | 1890          | 6. srpna 1891      | květen 1893     | Prodán do šrotu 1911.                                                                                                  |
| Sappho        | Samuda Brothers, Poplar     | 1890          | 9. května 1891     | 1893            | Prodán do šrotu 1921.                                                                                                  |
| Scylla        | Samuda Brothers, Poplar     | 1890          | 17. října 1891     | 1892            | Prodán do šrotu 1914.                                                                                                  |
| Sirius        | Armstrong Mitchell, Elswick | září 1889     | 27. října 1890     | 1891            | Dne 23. dubna 1918 potopen jako blokádní loď při nájezdu na Ostende.                                                   |
| Spartan       | Armstrong Mitchell, Elswick | prosinec 1889 | 25. února 1891     | 1892            | Roku 1921 přejmenován na Defiance. Prodán do šrotu 1931.                                                               |
| Sybille       | Robert Stephenson, Hebburn  | 1889          | 27. prosince 1890  | květen 1894     | Dne 16. ledna 1901 ztroskotal.                                                                                         |
| Terpsichore   | J & G Thomson, Clydebank    | 1889          | 30. října 1890     | duben 1892      | Prodán do šrotu 1914.                                                                                                  |
| Thetis        | J & G Thomson, Clydebank    | 1889          | 13. prosince 1890  | 1892            | Upraven na minonosku. Od roku 1916 depotní loď. Dne 23. dubna 1918 potopen jako blokádní loď při nájezdu na Zeebrugge. |
| Tribune       | J & G Thomson, Clydebank    | 1889          | 24. února 1891     | květen 1892     | Prodán do šrotu 1911.                                                                                                  |

## Konstrukce

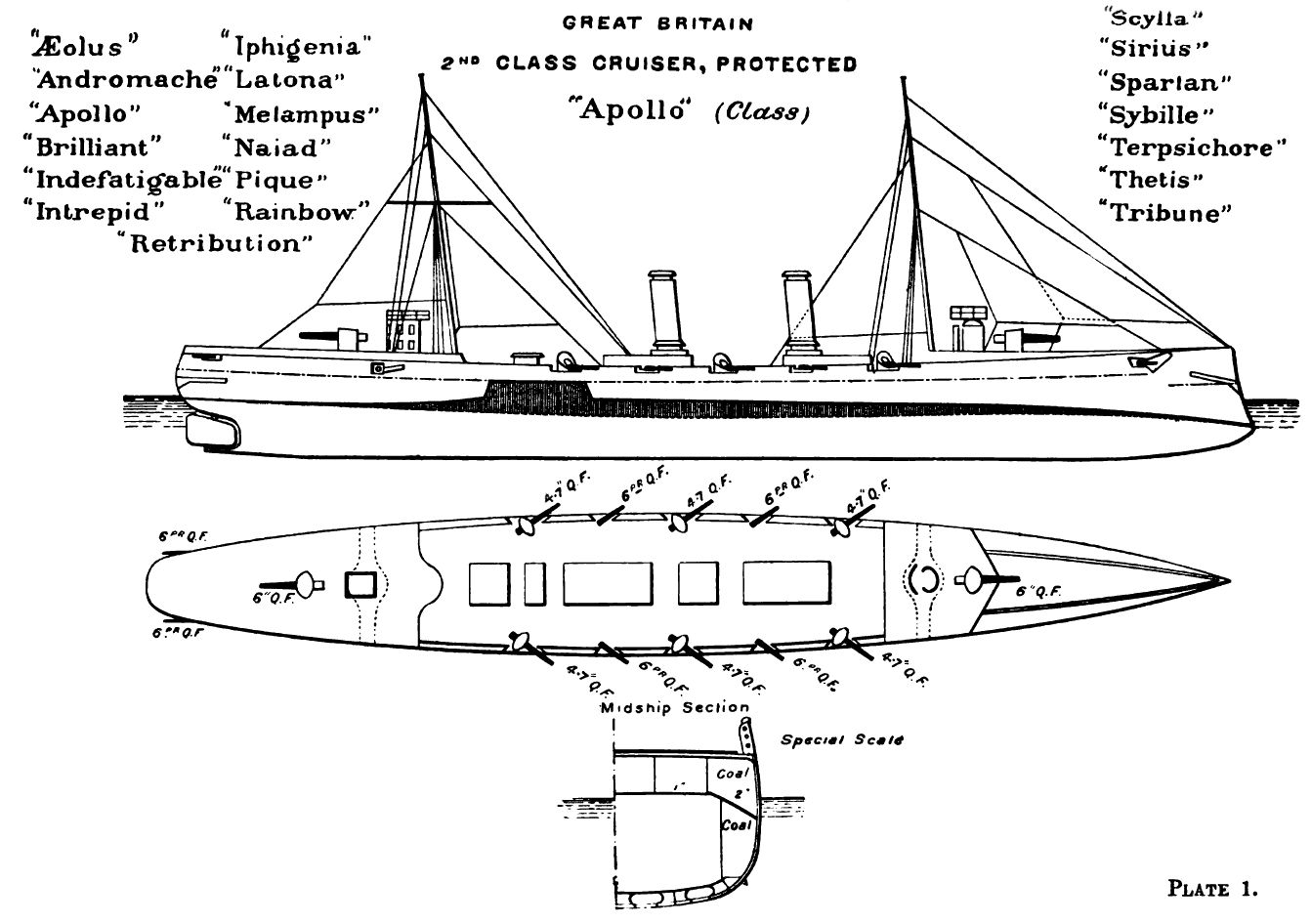
Základní uspořádání třídy

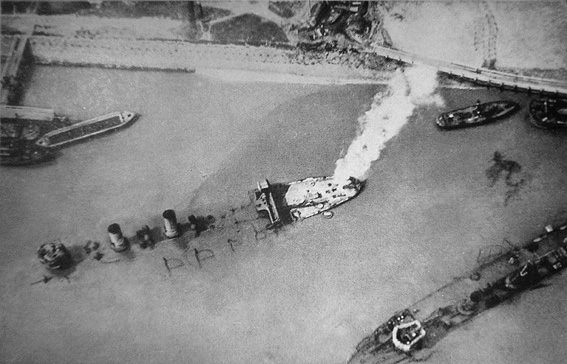
Křižníky HMS Intrepid a HMS Iphigenia byly potopeny jako blokádní lodě při nájezdu na Zeebrugge

Křižníky nesly dva 152mm kanóny, které doplňovalo šest 120mm kanónů, osm 57mm kanónů, jeden 47mm kanón a čtyři 356mm torpédomety. Pohonný systém tvořilo pět kotlů a dva parní stroje s trojnásobnou expanzí o výkonu 7000 ihp, pohánějící dva lodní šrouby. Nejvyšší rychlost dosahovala 18,5 uzlu. Dosah byl 8000 námořních mil při rychlosti 10 uzlů.

### Modernizace
V letech 1907–1910 byly Andromache, Apollo, Intrepid, Iphigenia, Latona, Naiad a Thetis upraveny na minonosky. Po úpravách nesly čtyři 120mm kanóny a 100–140 min.